# 江祖平
江祖平（1978年1月30日—），台灣女演員，国光艺校戏剧科畢業。19歲時被星探挖掘出道，在1990年代後期開始參與戲劇演出。有“台灣廣末涼子”的名號，此外也曾在2000年被票選為最能代表新世紀國民美少女。

## 生平
江祖平從高中開始打工賺錢補貼家用，從國光藝校畢業不久，便被星探發掘進入了演藝圈，19歲便開始拍戲。以《風雲》裡幽若角色逐漸走紅。
2000年左右开始轉型，演出多部八点档连续剧，例如《飛龍在天》、《意難忘》、《愛》、《娘家》、《夜市人生》等，其中在2007年民視八点档《爱》主演反派「谢明明」與2010年《夜市人生》主演第二代女主角「潘可欣」，声名大涨後確立八点档一线女主角的地位。2011年底，重心轉往中國大陸發展，淡出台灣演藝圈。
2015年，拍攝華視《愛你沒條件》時，因父女的劇情需要挨一巴掌，然而飾演父親的郭子乾未拿捏好力道，造成飾演女兒的江祖平受到輕微腦震盪、內耳失衡，得治療一年休養而無法工作。2018年回歸民視八点档《大時代》，担纲第一女主角「杨幸美」。2019年，江祖平受到戴愛玲邀請演出《暫時愛著我》MV，因重心放在電視劇，距離上次演出MV是相隔十年，仍能配合哭戲需要，3秒就落淚，令現場的工作人員嘖嘖稱奇。

## 個人生活
曾與周孝安、楊一展交往，分手後聲明自己是不婚主義者。
2018年11月20日，江祖平重提2015年為戲挨一巴掌的舊事，因內耳失衡是無法根治，造成的後遺症有如地震般搖晃感，光是坐在家裡會感覺到晃動，嚴重時連深蹲都無法做，使得她一輩子無法運動。2018年12月7日，郭子乾在《悶鍋出任務》記者會受訪時表示，為了向江祖平展現道歉的誠意，曾在今年7月2日當天有買花束與巧克力送給她。

## 作品

### MV
| 年份 | 歌手   | 曲名           |
| ---- | ------ | -------------- |
| 1997 | 鄭中基 | 被愛是幸福     |
| 1997 | 張學友 | 台北不是傷心地 |
| 1997 | 陳曉東 | 心理遊戲       |
| 2019 | 戴愛玲 | 暫時愛著我     |

### 劇集
| 年份   | 平台       | 劇名               | 角色            |
| ------ | ---------- | ------------------ | --------------- |
| 1998   | 中視       | 此情可問天         |                 |
| 1999   | 華視       | 土地公傳奇         | 木小青          |
| 2000   | 三立台灣台 | 九指新娘           | 江青蓮          |
| 2000   | 公視       | 大醫院小醫師       | 楊藹玲（Amigo） |
| 2000   | 中視       | 新梁山伯祝英台     | 吟心            |
| 2000年 | 民視       | 飛龍在天           | 林秀月          |
| 2001   | 台視       | 天下第一狀         | 袁婉兒          |
| 2002   | 公視       | 後山日先照         | 顧雅惠          |
| 2002   | 中視       | 風雲               | 幽若            |
| 2003   | 台視       | 再見阿郎           | 陳鳳            |
| 2003   | 華視       | 千金百分百         | 陳莎莎          |
| 2004   | 華視       | 升空高飛           | 宋琳            |
| 2005   | 華視       | 舊情綿綿           | 胡玉蘭          |
| 2006   | 民視       | 愛                 | 謝明明          |
| 2007   | 公視       | 出外人生           | 江憶茹          |
| 2008   | 大愛電視台 | 愛，有你來作伴     | 林雪珠          |
| 2009   | 民視       | 夜市人生           | 潘可欣          |
| 2011   | 民視       | 廉政英雄           | 王菲            |
| 2015   | 華視       | 愛你沒條件         | 陳麗卿          |
| 2016   | 三立台灣台 | 甘味人生           | 郝惠煖 （客串） |
| 2018   | 民視       | 大時代             | 楊幸美張美滿    |
| 2020   | 三立台灣台 | 天之驕女           | 柯淑君(柯美娟)  |
| 2023   | 東森戲劇台 | 生命捕手/生命捕手2 | 梁美珊          |
| 2024   | 大愛電視台 | 你好，我是誰2      | 張莉            |
| 2024   | 三立台灣台 | 願望               | 孫麗紅楊可欣    |

### 電影
| 年份 | 平台 | 劇名     | 角色 |
| ---- | ---- | -------- | ---- |
| 1999 | 電影 | 小卒戰將 |      |

## 外部連結
- 江祖平Fans' World的Facebook專頁
- 江祖平的新浪微博
- 江祖平的新浪博客
- 江祖平的Instagram帳戶
- 江祖平在互联网电影资料库（IMDb）上的資料（英文）
- 江祖平在香港影庫上的簡介
- 江祖平在豆瓣上的资料（简体中文）
- 江祖平在时光网上的簡介（简体中文）